# Copa das Confederações da CAF de 2013
A Copa das Confederações da CAF de 2013 foi a 10ª edição desde que passou a se chamar Copa das Confederações. É o segundo principal torneio de clubes de futebol do continente africano.

## Fases de Qualificação
O sorteio para as fases preliminares ocorreram em 9 de dezembro de 2012, e os confrontos foram anunciados em 10 de dezembro de 2012.

### Fase Preliminar
| Equipe 1                     | Total       | Equipe 2            | 1.º jogo | 2.º jogo |
| ---------------------------- | ----------- | ------------------- | -------- | -------- |
| Gor Mahia                    | 5–0         | Anse Réunion        | 0–0      | 5–0      |
| CS Don Bosco                 | 3–4         | SuperSport United   | 0–1      | 3–3      |
| Gaborone United              | 2–3         | Liga Muçulmana      | 2–2      | 0–1      |
| Mogas 90                     | w/o1        | AS Douanes Lomé     | —        | —        |
| Rail Club du Kadiogo         | 2–1         | Sahel SC            | 1–1      | 1–0      |
| LLB Académic                 | 2–1         | Police              | 1–0      | 1–1      |
| Panthère du Ndé              | 3–1         | Elect-Sport         | 2–0      | 1–1      |
| Desportivo de Guadalupe      | 1–17        | US Bitam            | 0–5      | 1–12     |
| Anges de Fatima              | 2–5         | Dedebit             | 0–4      | 2–1      |
| TCO Boeny                    | 3–3 (5–3 p) | Mbabane Highlanders | 1–2      | 2–1      |
| Gamtel                       | 5–2         | HLM                 | 2–1      | 3–1      |
| New Edubiase United          | 1–1 (4–5 p) | Diables Noirs       | 1–0      | 0–1      |
| The Panthers                 | 3–0         | FC Séquence         | 1–0      | 2–0      |
| Power Dynamos                | 1–2         | Recreativo da Caála | 1–0      | 0–2      |
| Unisport Bafang              | 0–3         | US Bougouni         | 0–1      | 0–2      |
| Stella Club d'Adjamé         | 1–4         | Onze Créateurs      | 1–1      | 0–3      |
| Barrack Young Controllers II | 1–0         | FC Johansen         | 1–0      | 0–0      |
| Azam                         | 8–1         | El Nasir            | 3–1      | 5–0      |
| Al-Nasr                      | 1–0         | Al-Khartoum         | 0–0      | 1–0      |

Notas
- Nota 1: AS Douanes avançou para a primeira fase após desistência do Mogas 90.

### Primeira Fase
| Equipe 1                     | Total | Equipe 2          | 1.º jogo | 2.º jogo |
| ---------------------------- | ----- | ----------------- | -------- | -------- |
| ENPPI                        | 3–0   | Gor Mahia         | 3–0      | 0–0      |
| Petro Luanda                 | 0–2   | Supersport United | 0–0      | 0–2      |
| Lobi Stars                   | 4–8   | Liga Muçulmana    | 3–1      | 1–7      |
| Wydad Casablanca             | 4–1   | AS Douanes Lomé   | 2–0      | 1–1      |
| Rail Club                    | 2–3   | ASEC Mimosas      | 1–2      | 1–1      |
| DC Motema Pembe              | 1–2   | LLB Académic      | 1–0      | 0–2      |
| USM Alger                    | 4–2   | Panthère du Ndé   | 1–0      | 3–2      |
| Heartland                    | w/o2  | US Bitam          | 2–1      | –        |
| Al-Ahly Shendi               | 1–0   | Dedebit           | 1–0      | 0–0      |
| Ismaily                      | 4–2   | TCO Boeny         | 2–0      | 2–2      |
| CS Sfaxien                   | 7–3   | Gamtel            | 4–2      | 3–1      |
| Diables Noirs                | 6–1   | The Panthers      | 6–1      | 0–0      |
| Recreativo da Caála          | 6–0   | US Bougouni       | 4–0      | 2–0      |
| Étoile du Sahel              | 5–3   | Onze Créateurs    | 2–1      | 3–2      |
| Barrack Young Controllers II | 1–2   | Azam              | 1–2      | 0–0      |
| FAR Rabat                    | 2–1   | Al-Nasr           | 1–0      | 1–1      |

Notas
- Nota 2: A equipe do US Bitam avançou a próxima fase após a equipe do Heartland chegar atrasada para a partida de volta.[2]

### Segunda Fase
| Equipe 1            | Total       | Equipe 2          | 1.º jogo | 2.º jogo |
| ------------------- | ----------- | ----------------- | -------- | -------- |
| ENPPI               | 3–1         | Supersport United | 0–0      | 3–1      |
| Liga Muçulmana      | 3–3 (g.f.)  | Wydad Casablanca  | 2–0      | 1–3      |
| ASEC Mimosas        | 1–1 (2–4 p) | LLB Académic      | 1–0      | 0–1      |
| USM Alger           | 0–3         | US Bitam          | 0–0      | 0–3      |
| Al-Ahly Shendi      | 0–0 (3–4 p) | Ismaily           | 0–0      | 0–0      |
| CS Sfaxien          | 4–2         | Diables Noirs     | 3–1      | 1–1      |
| Recreativo da Caála | 2–7         | Étoile du Sahel   | 1–1      | 1–6      |
| Azam                | 1–2         | FAR Rabat         | 0–0      | 1–2      |

### Fase de Play-off
Nesta fase entram os times eliminados na segunda fase da Liga dos Campeões.
O sorteio para esta fase ocorreu em 7 de maio na sede da CAF no Cairo, Egito.
| Equipe 1      | Total       | Equipe 2        | 1.º jogo | 2.º jogo |
| ------------- | ----------- | --------------- | -------- | -------- |
| Stade Malien  | 6–0         | LLB Académic    | 5–0      | 1–0      |
| Enugu Rangers | w/o3        | CS Sfaxien      | 1–0      | 0–0      |
| FUS Rabat     | 4–3         | FAR Rabat       | 1–0      | 3–3      |
| CA Bizertin   | 3–1         | Ismaily         | 3–0      | 0–1      |
| ES Sétif      | 2–2 (5–3 p) | US Bitam        | 2–0      | 0–2      |
| JSM Béjaïa    | 3–4         | Étoile du Sahel | 2–2      | 1–2      |
| TP Mazembe    | 5–2         | Liga Muçulmana  | 4–0      | 1–2      |
| Saint George  | 3–3 (g.f.)  | ENPPI           | 2–0      | 1–3      |

Notas
Nota 3: CS Sfaxien avançou à fase de grupos após o Enugu Rangers, que originalmente venceu por 1–0 no agregado, ter escalado um jogador irregularmente.

## Fase de Grupos
Os oito times são colocados em dois grupos com quatro equipes cada. Os vencedores e segundo-lugar de cada grupo avançam a semifinal.

### Grupo A
| Pos. | Equipe          | Pts | J | V | E | D | GP | GC | SG |
| ---- | --------------- | --- | - | - | - | - | -- | -- | -- |
| 1    | CS Sfaxien      | 14  | 6 | 4 | 2 | 0 | 8  | 3  | +5 |
| 2    | Stade Malien    | 8   | 6 | 2 | 2 | 2 | 3  | 4  | –1 |
| 3    | Étoile du Sahel | 6   | 6 | 1 | 3 | 2 | 3  | 4  | –1 |
| 4    | Saint George    | 4   | 6 | 1 | 1 | 4 | 4  | 7  | –3 |

### Grupo B
| Pos. | Equipe       | Pts | J | V | E | D | GP | GC | SG |
| ---- | ------------ | --- | - | - | - | - | -- | -- | -- |
| 1    | TP Mazembe   | 10  | 6 | 3 | 1 | 2 | 9  | 6  | +3 |
| 2    | CA Bizertin  | 8   | 6 | 2 | 2 | 2 | 3  | 3  | 0  |
| 3    | FUS de Rabat | 8   | 6 | 2 | 2 | 2 | 5  | 6  | –1 |
| 4    | ES Sétif     | 6   | 6 | 1 | 3 | 2 | 5  | 7  | –2 |

## Semifinais
Nas semifinais o vencedor do grupo A pega o segundo lugar do grupo B, e o vencedor do grupo B pega o segundo lugar do grupo A.
| Equipe 1     | Total | Equipe 2 | 1.º jogo | 2.º jogo |
| ------------ | ----- | -------- | -------- | -------- |
| Bizertin     | 0–1   | Sfaxien  | 0–0      | 0–1      |
| Stade Malien | 1–3   | Mazembe  | 1–2      | 0–1      |

## Finais
| 23 de Novembro | Sfaxien                               | 2 - 0 | Mazembe | Estádio Olympique de Radès, Radès |
|                | Didier N'Dong 16' Taha Khenissi 90+1' |       |         | Árbitro: Eric Otogo-Castane       |

| 30 de novembro | Mazembe                                | 2 - 1 | Sfaxien         | Estádio TP Mazembe      |
|                | Cheibane Traoré 10' Mbwana Samatta 23' |       | Ben Youssef 87' | Árbitro: Daniel Bennett |

### Agregado
| Equipe 1 | Resultado | Equipe 2 |
| -------- | --------- | -------- |
| Sfaxien  | 3 - 2     | Mazembe  |

## Premiação
| Copa das Confederações da CAF de 2013 |
| Tunísia                               |
| ------------------------------------- |
| CS Sfaxien Campeão (3º título)        |

## Artilheiros
| Jogador     | Nação                          | Clube        | Gols |
| ----------- | ------------------------------ | ------------ | ---- |
| Samatta     | Tanzânia                       | Mazembe      | 6    |
| Kouyaté     | Costa do Marfim                | Sfaxien      | 5    |
| Ben Youssef | Tunísia                        | Sfaxien      | 4    |
| Khenissi    | Tunísia                        | Sfaxien      | 4    |
| Mputu       | República Democrática do Congo | Mazembe      | 3    |
| Moncer      | Tunísia                        | Sfaxien      | 3    |
| Diawara     | Mali                           | Stade Malien | 03   |
| Kalaba      | Zâmbia                         | Mazembe      | 2    |
| Salhi       | Tunísia                        | Sfaxien      | 2    |
| Ulimwengu   | Tanzânia                       | Mazembe      | 2    |
| Traoré      | Mali                           | Mazembe      | 2    |
| Koïta       | Mali                           | Stade Malien | 02   |
| Coulibaly   | Mali                           | Stade Malien | 02   |
| Ali Machani | Tunísia                        | Bizertin     | 02   |
| Ali Maâloul | Costa do Marfim                | Sfaxien      | 1    |
| Hannachi    | Tunísia                        | Sfaxien      | 1    |
| Challouf    |                                | Sfaxien      | 1    |
| N'Dong      | Gabão                          | Sfaxien      | 1    |
| Sassi       | Tunísia                        | Sfaxien      | 1    |
| Asante      | Gana                           | Mazembe      | 1    |
| Sinkala     | Zâmbia                         | Mazembe      | 1    |
| Singuluma   | Zâmbia                         | Mazembe      | 1    |
| Boateng     | Gana                           | Mazembe      | 01   |
| Cissoko     | Mali                           | Stade Malien | 01   |
| Dembélé     | Mali                           | Stade Malien | 01   |
| Doumbia     | Mali                           | Stade Malien | 01   |
| Rjaibi      | Tunísia                        | Bizertin     | 01   |
| Salhi       | Tunísia                        | Bizertin     | 01   |
| Kamel Zaiem | Tunísia                        | Bizertin     | 01   |
| Arbi Jabeur | Tunísia                        | Bizertin     | 01   |